# Santals
Els santals (hindi: संताल) de vegades santhals, són la comunitat tribal més important de l'Índia, i viuen principalment als estats de Jharkhand, Bengala Occidental, Bihar, Orissa, i Assam amb petites minories a Bangladesh i Nepal. Són més de sis milions, dels quals més de dos milions i mig a Jharkhand, un nombre proper però inferior a Bengala Occidental, mig milió a Bihar, i quantitats menors a altres llocs.

## Bandera nacional
La bandera nacional és verda, blanca i vermella horitzontal, amb un disc groc al centre de la frange blanca.

## Història
Vegeu: Districte de Santal Parganas

## Lluita dels santals
Del 1772 al 1780 els pahàries del que fou després el districte de Santal Parganas van estar revoltats; el 1780 va agafar la direcció de la revolta Tilka Manjhi que va aconseguir ferir al cap de l'exèrcit britànic a al zona. Tilka fou fet presoner i penjat a Bhagalpur el 1785.

## Revolta Santal
La gran revolta santal es va portar a terme entre el 30 de juny de 1855 i el maig de 1856. La primera part fou victoriosa amb tàctiques de guerrilla i utilització de l'arc i la fletxa amb precisió com arma mortal; però derrotats en camp obert els seus poblats foren assolats, les dones violades i els joves castrats. Poc després esclatava la rebel·lió dels sipais, que va fer oblidar aquesta revolta a altres llocs, però entre els santals es conserva com un moment èpic de la nació. L'agitació va subsistir fins al 1860.

## Origen i característiques
La seva pell varia entre marron fosc i negre però les seves característiques són negroides. No es coneix el seu hàbitat inicial, però abans d'establir-se a Jharkhand van viure a l'altiplà d'Hazaribagh i el riu Damodar encara és objecte de veneració. Al segle xvii van començar a desplaçar-se a l'est i es van establir a Jharkhand entre la segona meitat del segle xviii i la primera del XIX; després es van desplaçar més a l'est.

## Religió i celebracions

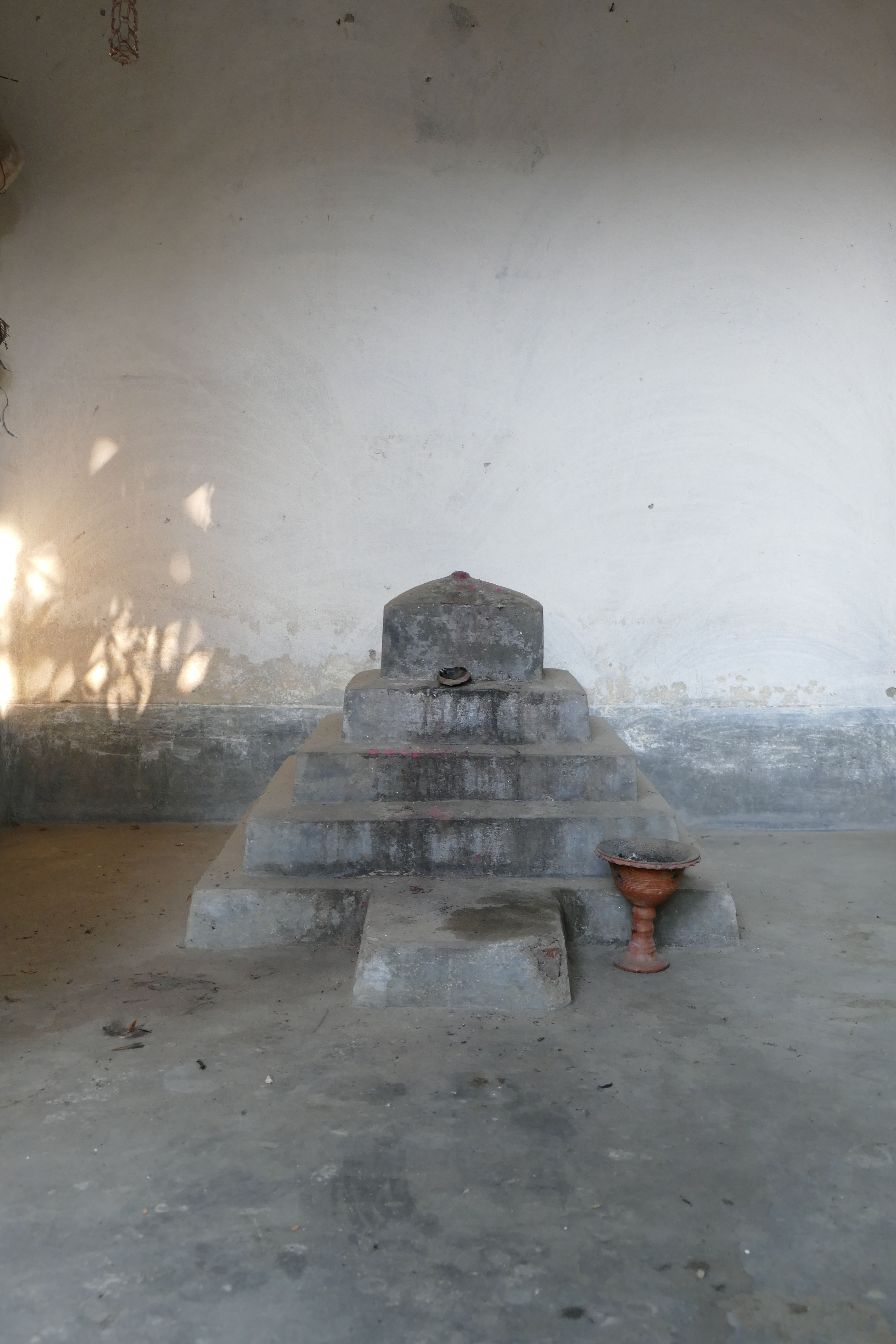
Lloc sagrat en un poble de Santhal al districte de Dinajpur, Bangladesh.

La seva religió pròpia té com a déu principal a Marang Burn, amb un poder enorme associant els dels déus i els dels dimonis. Cada família té una deïtat especial pròpia, els Orak Bonga o Deus de la casa i el Abjebonga o deu secret.
El seu festival principal és el Sohrai o festival de la collita, que se celebra després de la collita d'arròs. Es fan sacrificis dirigits pel sacerdot en un cova sagrada i diversos animals són sacrificats. Es permet beure amb abundància i una gran llicència sexual; la castedat queda en suspens i tots els fadrins tenen indulgència per tenir relacions sexuals. Un segon festival és el Bahapuja, que se celebra el Phalgun (febrer-març) quan un arbre arriba a la floració; en aquest cas es mengen els animals sacrificats i es balla dia i nit.

## Organització comunal
Les comunitats o pobles es divideixen en grups, cadascun sota la superintendència d'un parganait o cap de cercle, que és el cap del sistema social dels habitants; cal la seva autorització per matrimonis i altres actes socialment importants, i en consulta amb l'assemblea (panchayat) imposa les multes que vulneren la propietat i els costums tribals; la seva remuneració és pagada pels habitants en espècie. cada poble té uns terrenys lliures de renda que són administrats pel cap; aquest recapta unes quantitats dels cultivadors o ryots del poble als que assigna les terres. També rep una quantitat en cada casament. Hi ha alguns oficials inferiors.
El naiki és el sacerdot de la religió nacional i té com a tasca propiciar als esperits (bhuts) de les jungles i muntanyes, fent rascades als seus braços fins que treuen sang que cau i es barreja amb l'arròs dels punts on se suposa que van més sovint els bhuts.

## Costums
Les noies es casen quan són grans i generalment amb els homes de la seva elecció. La relació sexual entre parelles abans del matrimoni està permesa però amb el benentès que en cas que la noia quedi embarassada el noi s'hi ha de casar; si no ho fa un oficial secundari, el jog-manjhi l'assetge fins que compleix i a més imposa una multa al seu pare.

## Llengua
Vegeu: Santali